# Chamba (furstendöme)

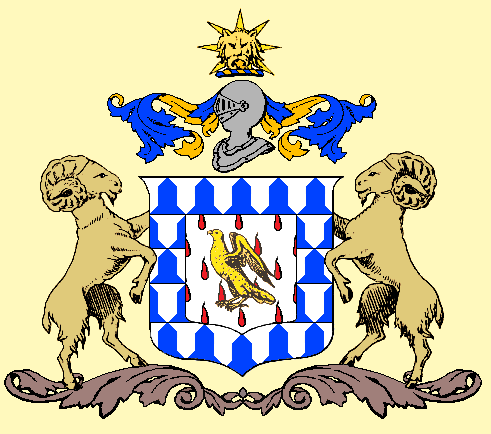
Vapen

Chamba var ett indiskt furstendöme, som upphörde vid den indiska självständigheten 1947. Ytan var 8 236 km². Staten låg innesluten av Himalayas kedjor, som här har toppar på mer än 6 000 meters höjd, och genomströmmas av floderna Ravi och Chandra. Den var till stor del bevuxen med ståtliga skogar, som arrenderades av indiska regeringen, vilken därifrån hämtade virke till järnvägsbyggnader m.m. Dalarna var bördiga och producerade flera slags spannmål. Över sommaren förde gujarer från Jammu hundratusentals får, getter, kor och bufflar till de rika betena i Chamba. Rajan var av rajputstam. Staten trädde i vasallförhållande till britterna 1846-1847. 1854 anlade britterna på Chambas område sanatoriet Dalfaousie, tillhörande distriktet Gurdaspur. Huvudstaden Chamba, 14 km öster om detta sanatorium, ligger på högra stranden av Ravi.